# 毛里裘斯足球協會
毛里裘斯足球協會是專門管轄毛里裘斯足球事務的組織。毛里裘斯足球協會成立於1952年，並在1962年加入國際足協。此外，它還是非洲足協和南非洲足球協會議會的成員之一。

## 外部連結
- 官方網頁
- 國際足協網頁 （页面存档备份，存于）
- 非洲足協網頁 （页面存档备份，存于）